# 弁護士法人
弁護士法人（べんごしほうじん）とは、弁護士を社員とする弁護士業務をおこなう法人。弁護士法人の社員は弁護士でなければならず、原則全社員が業務を執行し弁護士法人を代表する。社員は連帯して無限責任を負う。

## 沿革
弁護士は、元来個々に事務所を構え、あるいは事務所を構えた弁護士に雇われる形で業務を行っていた。
しかし、法律事務が複雑多様化する中で、個人事務所あるいはその集合体という形態では対応しきれない事態も生じるようになっていた。
そこで、国民の弁護士利用の利便性の向上と、弁護士の経営基盤の安定化を図る目的で、平成13年に弁護士法が改正され（平成14年4月1日施行）、弁護士業務を取り扱うことができる法人として弁護士法人を設立できるようになった。弁護士法人の社員である弁護士は無限責任を負う等、合名会社と類似した法人組織となっている。

## 定款

### 絶対的記載事項
- 目的
- 名称
- 法律事務所の所在地
- 所属弁護士会
- 社員の氏名、住所及び所属弁護士会
- 社員の出資に関する事項
- 業務の執行に関する事項

## 名称
弁護士法人は法人名の中に「弁護士法人」の文字を使用しなければならない。

## JPドメイン
属性型JPドメイン名は.or.jpである。